# Hyriawi Iskiwci
Hyriawi Iskiwci (ukr. Гиряві Ісківці) – wieś na Ukrainie, w obwodzie połtawskim, w rejonie myrhorodzkim. W 2001 liczyła 1040 mieszkańców, spośród których 1004 wskazało jako ojczysty język ukraiński, 30 rosyjski, a 6 ormiański.